# 하수구 악어

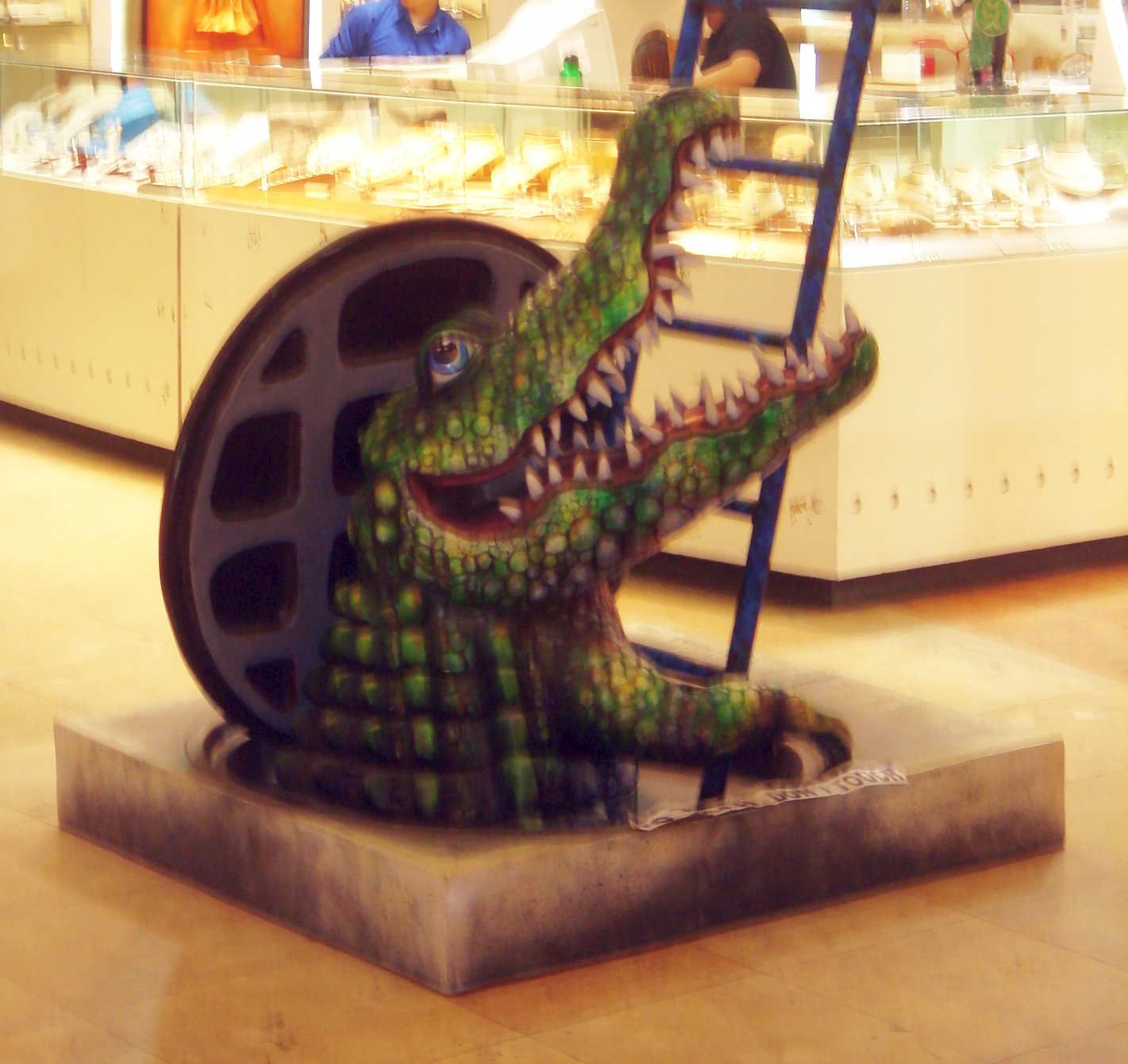
가게에 전시된 하수구 악어 인형.

하수구 악어(sewer alligator)는 1920년대에서 1930년대 초까지 유행한 이야기로 도시전설 중 하나다. 이는 뉴욕 시에서 앨리게이터가 발견되었다는 이야기를 바탕으로 만들어졌다.

## 내용
1930년대에 앨리게이터가 하수구에 서식한다는 보도에 점점 살이 붙여져 이 이야기는 10년 이상 걸쳐 완성되었고, 도시전설로 탈바꿈했다. 대부분 실제 이야기에서 확장된 것으로 생각하지만, 몇몇은 이는 테디 윌의 소설을 바탕으로 한 허구라 주장했다. 그러나 '하수구 악어'가 뉴욕 시에서는 잘 알려져있고, 다른 변형 버전도 이야기되고 있다.

### 루이지애나주,플로리다주에서뉴욕 시로 유입
원래 이야기는 부유한 가족이 휴가 차 플로리다주에 갔다 다시 뉴욕 시에 올 때 뉴욕 시의 법을 무시하고 그들 아이의 애완동물인 악어를 가지고 왔다. 이 이야기의 시간적 배경이 모호하지만, 1930년대 후반으로 추정한다. 악어가 너무 크게 자라서 가족들은 악어를 화장실 하수구로 내려보냈다.
그 사건이 일어나고, 일반적인 이야기로는 악어가 생존하고 하수구에서 쥐와 음식물 쓰레기를 먹어가며 커져 하수구 노동자들의 공포가 되었다고 한다. 로버트 데일리의 책, 도시 지하세계(The World Beneath the City - 1959)에서는 뉴욕 시의 하수구 노동자가 태양빛을 보지못해 흰색을 띄는 악어가 그에게 수영하는 것을 보고 놀라는 장면이 나온다.

## 관련 문화
이는 미국의 유명한 도시전설로 영화나 소설로 많이 이용되곤 한다.
- 영화 앨리게이터
- 스왐피

## 같이 보기
- 엘리게이터 (영화)
- 킬러 크록

## 참조
- Tales From the Urban Crypt: Legendary whoppers about Gotham run the ghastly and ghostly gamut Urbanlegends.com. Retrieved April 26, 2010

1. ↑  “Comments regarding the theory of alligators being brought up from Florida”. 2006년 2월 9일에 원본 문서에서 보존된 문서. 2014년 2월 15일에 확인함.
2. ↑  “site=http://www.delorenzosdugout.com/urbanlegends.htm Revenge of the poopy Sewer Gators”. 2006년 4월 8일에 원본 문서에서 보존된 문서. 2014년 2월 15일에 확인함.
3. ↑  Fergus, George (1989). “More on Alligators in the Sewers”. 《The Journal of American Folklore》 55 (988): 8. doi:10.2307/541011. JSTOR 541011.
4. ↑  “Tampabay: Man falls in with alligator”. Sptimes.com. 2000년 6월 16일. 2014년 1월 10일에 확인함.
5. ↑  Josh Harkinson (2006년 5월 25일). “Gator Aid - Page 1 - News - Houston”. Houston Press. 2006년 10월 30일에 원본 문서에서 보존된 문서. 2014년 1월 10일에 확인함.
6. ↑  “Alligator Pulled From Ormond Beach Sewer Pipe”. www.wftv.com. 2005년 10월 7일. 2011년 9월 27일에 원본 문서에서 보존된 문서. 2014년 1월 10일에 확인함.